# Opéra de Monte-Carlo

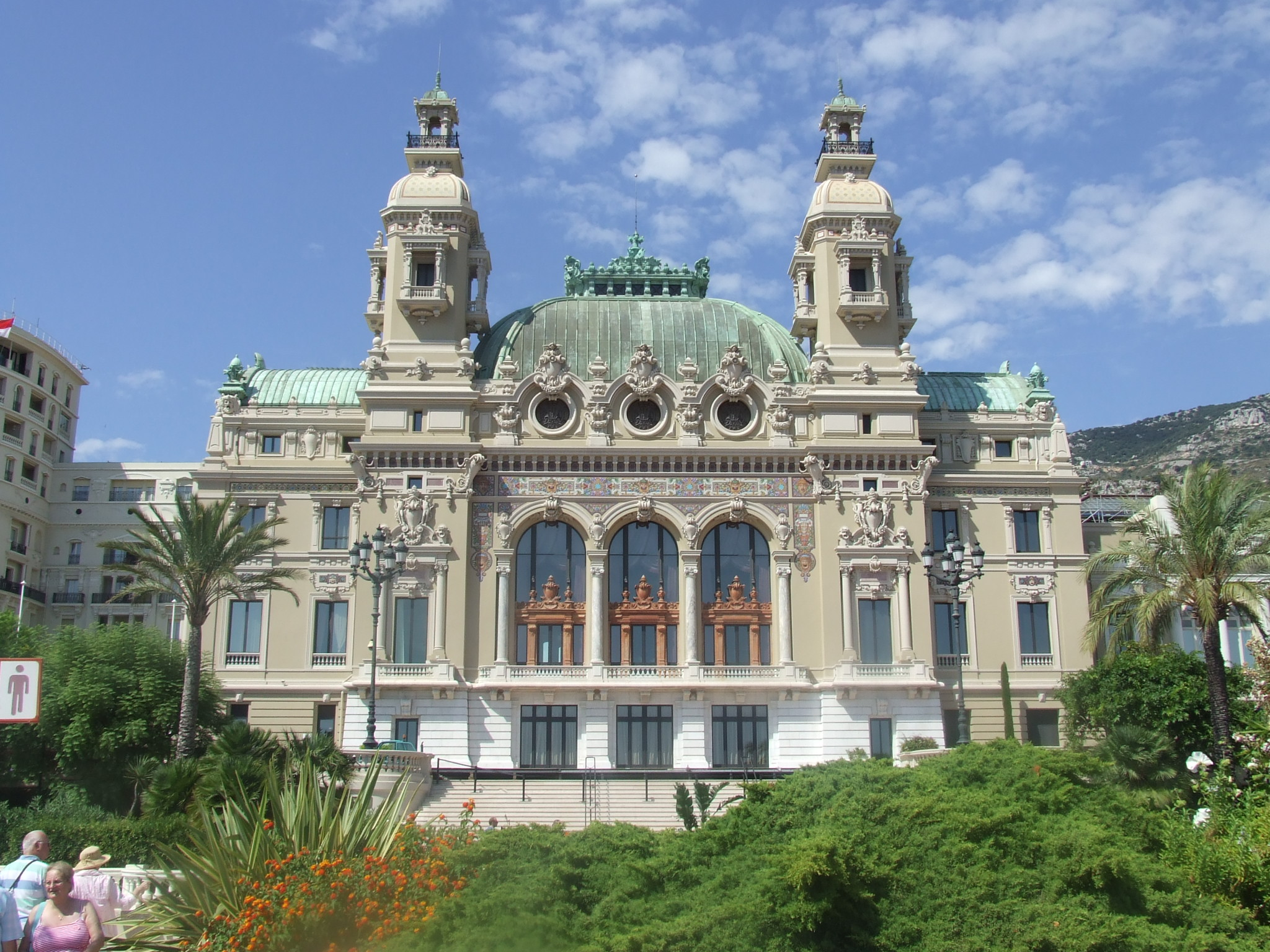
L'Opéra de Monte-Carlo, Salle Garnier

Opéra de Monte-Carlo (francês:L'Opéra de Monte-Carlo) é um teatro de ópera localizado no Mónaco. Integra o complexo do Casino de Monte-Carlo.
Foi construído pelo arquiteto Charles Garnier em 1870 a pedido do príncipe Carlos III do Mónaco, que decidiu tirar parte da sua localização geográfica favorável e do Mônaco, que através da ferrovia e, assim, aumentar a atractividade turística da cidade.
O Teatro está localizado nas margens do Mar Mediterrâneo. Sala de teatro, que tem o nome de seu arquiteto, projetada para 524 lugares, foi inaugurado em 25 de janeiro de 1879 , a proposta, que incluiu música, ballet instrumental, ópera, arte e leitura Sarah Bernhardt. Esta foi a tradição de dar a esta apresentação de teatro palco de vários gêneros.
Ao longo dos anos o teatro à sua etapa foi mais de 80 estreias mundiais de ópera, incluindo "La rondine" de Giacomo Puccini (1917) e "L'enfant et les sortilèges" de Maurice Ravel (1925).